# Sycophila kestraneura
Sycophila kestraneura är en stekelart som först beskrevs av Masi 1917.  Sycophila kestraneura ingår i släktet Sycophila och familjen kragglanssteklar. Inga underarter finns listade i Catalogue of Life.